# Ana Drev
Ana Drev (ur. 6 sierpnia 1985 w m. Šmartno ob Paki) – słoweńska narciarka alpejska, reprezentantka klubu SK Velenje.

## Kariera
Po raz pierwszy na arenie międzynarodowej Ana Drev pojawiła się 2 grudnia 2000 roku w San Vigilio, gdzie w zawodach FIS Race w gigancie nie ukończyła pierwszego przejazdu. W 2009 roku wystartowała na mistrzostwach świata juniorów w Verbier, jednak nie ukończyła w slalomu i giganta. Jeszcze czterokrotnie startowała na imprezach tego cyklu, najlepszy wynik osiągając podczas mistrzostw świata juniorów w Tarvisio w 2002 roku, gdzie była dziewiąta w gigancie.
W zawodach Pucharu Świata zadebiutowała 27 października 2001 roku w Sölden, gdzie nie zakwalifikowała się do drugiego przejazdu giganta. Pierwsze pucharowe punkty wywalczyła blisko trzy lata później, 23 października 2004 roku w tej samej miejscowości, zajmując 25. miejsce w gigancie. Jak dotąd nie stanęła na podium zawodów tego cyklu; najwyższą lokatę osiągnęła 24 listopada 2007 roku w Panoramie, gdzie w swojej koronnej konkurencji była ósma. Najlepsze wyniki osiągnęła w sezonach 2005/2006 i 2007/2008, kiedy zajmowała 59. miejsce w klasyfikacji generalnej.
W lutym 2003 roku wystartowała w slalomie i gigancie podczas mistrzostw świata w Sankt Moritz, jednak obu konkurencji nie ukończyła. Dziesięć lat później była dziesiąta w gigancie na mistrzostwach świata w Schladming. W 2006 roku wystąpiła na igrzyskach olimpijskich w Turynie, gdzie w gigancie była dziewiąta, a w supergigancie zajęła 45. miejsce. Brała też udział w rozgrywanych cztery lata później igrzyskach w Vancouver, gdzie nie ukończyła slalomu, a w gigancie uplasowała się na dziewiętnastej pozycji. Była też siódma w gigancie podczas mistrzostw świata w Sankt Moritz w 2017 roku.

## Osiągnięcia

### Igrzyska olimpijskie
| Miejsce | Dzień     | Rok  | Miejscowość | Konkurencja | Czas biegu | Strata | Zwyciężczyni         |
| ------- | --------- | ---- | ----------- | ----------- | ---------- | ------ | -------------------- |
| 45.     | 20 lutego | 2006 | Turyn       | Supergigant | 1:32,47    | +5,45  | Michaela Dorfmeister |
| 9.      | 24 lutego | 2006 | Turyn       | Gigant      | 2:09,19    | +2,48  | Julia Mancuso        |
| 19.     | 25 lutego | 2010 | Vancouver   | Gigant      | 2:27,11    | +1,72  | Viktoria Rebensburg  |
| DNF1    | 26 lutego | 2010 | Vancouver   | Slalom      | 1:42,89    | -      | Maria Riesch         |

### Mistrzostwa świata
| Miejsce | Dzień     | Rok  | Miejscowość       | Konkurencja | Czas biegu | Strata | Zwyciężczyni    |
| ------- | --------- | ---- | ----------------- | ----------- | ---------- | ------ | --------------- |
| DNF2    | 13 lutego | 2003 | Sankt Moritz      | Gigant      | 2:30,97    | -      | Anja Pärson     |
| DNF1    | 15 lutego | 2003 | Sankt Moritz      | Slalom      | 1:39,55    | -      | Janica Kostelić |
| 24.     | 8 lutego  | 2005 | Bormio            | Gigant      | 2:13,63    | +4,14  | Anja Pärson     |
| DNF2    | 13 lutego | 2007 | Åre               | Gigant      | 2:31,72    | -      | Nicole Hosp     |
| 14.     | 12 lutego | 2009 | Val d’Isère       | Gigant      | 2:03,49    | +2,51  | Kathrin Hölzl   |
| 10.     | 14 lutego | 2013 | Schladming        | Gigant      | 2:08,06    | +3,15  | Tessa Worley    |
| 24.     | 12 lutego | 2015 | Vail/Beaver Creek | Gigant      | 2:19,16    | +4,18  | Anna Fenninger  |
| 7.      | 16 lutego | 2017 | Sankt Moritz      | Gigant      | 2:05,55    | +1,81  | Tessa Worley    |

### Mistrzostwa świata juniorów
| Miejsce | Dzień     | Rok  | Miejscowość  | Konkurencja | Czas biegu | Strata | Zwyciężczyni            |
| ------- | --------- | ---- | ------------ | ----------- | ---------- | ------ | ----------------------- |
| DNF1    | 10 lutego | 2001 | Verbier      | Gigant      | 2:16,31    | -      | Fränzi Aufdenblatten    |
| DNF1    | 10 lutego | 2001 | Verbier      | Slalom      | 1:16,53    | -      | Christine Sponring      |
| 29.     | 28 lutego | 2002 | Tarvisio     | Supergigant | 1:27,54    | +4,57  | Maria Riesch            |
| 21.     | 1 marca   | 2002 | Tarvisio     | Slalom      | 1:36,54    | +3,31  | Veronika Zuzulová       |
| 9.      | 3 marca   | 2002 | Tarvisio     | Gigant      | 1:52,15    | +1,50  | Julia Mancuso           |
| DNF2    | 7 marca   | 2003 | Briançonnais | Slalom      | 1:38,53    | -      | Michaela Kirchgasser    |
| 13.     | 8 marca   | 2003 | Briançonnais | Gigant      | 2:05,70    | +2,67  | Jessica Lindell-Vikarby |
| 32.     | 4 lutego  | 2004 | Maribor      | Zjazd       | 1:12,23    | +3,20  | Maria Riesch            |
| DNF2    | 4 lutego  | 2004 | Maribor      | Gigant      | 2:21,39    | -      | Maria Riesch            |
| 12.     | 4 lutego  | 2004 | Maribor      | Slalom      | 1:40,73    | +2,63  | Kathrin Zettel          |
| 21.     | 23 lutego | 2005 | Bardonecchia | Zjazd       | 1:28,84    | +2,47  | Nadia Fanchini          |
| 35.     | 24 lutego | 2005 | Bardonecchia | Supergigant | 1:26,81    | +3,76  | Andrea Fischbacher      |
| 13.     | 25 lutego | 2005 | Bardonecchia | Slalom      | 1:23,97    | +5,09  | Šárka Záhrobská         |
| 25.     | 26 lutego | 2005 | Bardonecchia | Gigant      | 2:21,34    | +4,12  | Nadia Fanchini          |

### Puchar Świata

#### Miejsca w klasyfikacji generalnej
- sezon 2004/2005: 110.
- sezon 2005/2006: 59.
- sezon 2006/2007: 95.
- sezon 2007/2008: 59.
- sezon 2008/2009: 113.
- sezon 2010/2011: 115.
- sezon 2011/2012: 85.
- sezon 2012/2013: 63.
- sezon 2014/2015: 64.
- sezon 2015/2016: 35.
- sezon 2016/2017: 36.
- sezon 2017/2018: 38.
- sezon 2018/2019: 106.

#### Miejsca na podium w zawodach
1. Flachau – 17 stycznia 2016 (gigant) – 2. miejsce
2. Maribor – 30 stycznia 2016 (gigant) – 2. miejsce